# Гай Веррес
Гай Ве́ррес (лат. Gaius (Cornelius) Verres; родился, по разным версиям, в 120, 119 или 115 году до н. э., Римская республика — убит в ноябре/декабре 43 года до н. э., Римская республика) — римский политический деятель, происходивший, согласно одной из гипотез, из рода Корнелиев, городской претор 74 года до н. э. За многочисленные злоупотребления в период своего наместничества на Сицилии (73—71 гг. до н. э.) был осуждён и, не дожидаясь обвинительного приговора, добровольно ушёл в изгнание. Тексты речей, написанных для этого процесса обвинителем Марком Туллием Цицероном, были опубликованы и сохранились.

## Биография
Сторонник Луция Корнелия Суллы, но бывший марианец. В качестве легата первого из них в 80 году до н. э. был направлен в Киликию, где служил под началом проконсула провинции Гнеем Корнелием Долабеллой. Когда в конце 79 года до н. э. Долабелла уезжал из Киликии, он оставил там своего заместителя, Верреса, которого наделил полномочиями проквестора. Городской претор (лат. Praetor urbanus) в 74 году до н. э. В 73—71 годах управлял провинцией Сицилия, где отличился злоупотреблениями и вымогательствами, за что по возвращении в Рим был предан суду. Обвинителем на суде выступил Цицерон. Известны 4 речи Цицерона «Против Верреса» (лат. In Verrem.  Веррес провоцировал тогдашнее римское общество с его моралью, открыто показываясь с  актрисой Терцией на публике, позволяя ей выступать в роли хозяйки его дома во время публичных мероприятий и познакомив её с местными сановниками и знатью, что считалось тогда возмутительным из-за низкого социального статуса артистов сцены. Он также устроил брак между ней и одним из своих клиентов.
Считая дело проигранным, Веррес ещё до окончания процесса добровольно удалился в изгнание. В 43 году до н. э. при втором триумвирате Веррес был занесён Марком Антонием в проскрипционный список и казнён (в этот же список был также внесён и впоследствии убит и его знаменитый обвинитель — Марк Туллий Цицерон).